# Breviks vatten- och elverk

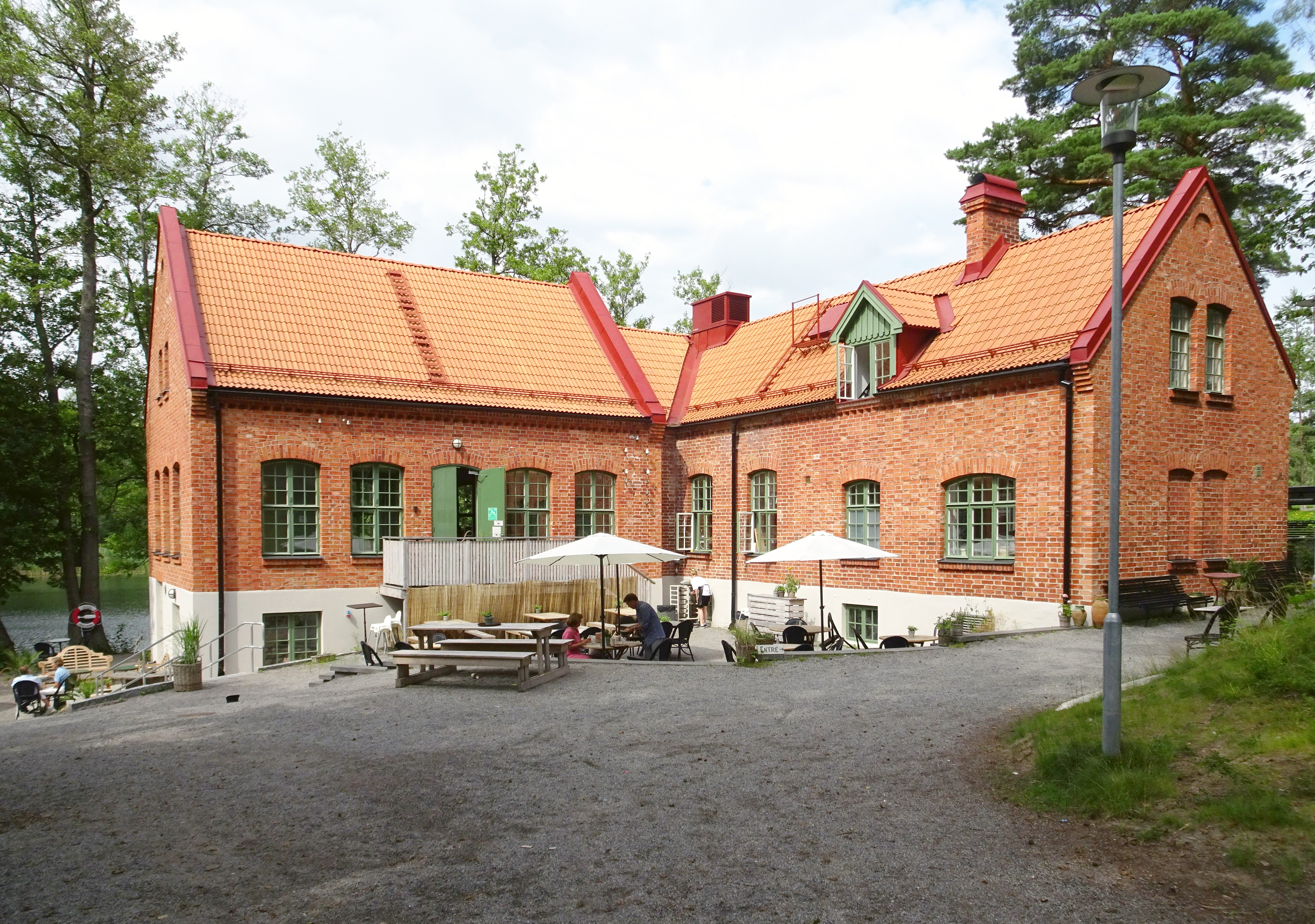
Breviks vatten- och elverk, juli 2021.

Breviks vatten- och elverk (officiellt Breviks vatten- och elektricitetsverk) var ett vattenreningsverk och en elektrisk transformatorstation belägen vid Kottlasjön i kommundelen Brevik, Lidingö kommun. Anläggningen togs i drift 1911 och var kvar som reservstation fram till 1960-talet. Sedan år 2018 har Vattenverket Café & bageri sin verksamhet i byggnaden. Vid Kottlasjön fanns ytterligare ett kombinerat elektricitets- och vattenverk, byggt 1912. Det låg i Djupa dalen vid sjöns västra sida och försörjde Skärsätra med vatten (se Skärsätra vattentorn).

## Historik

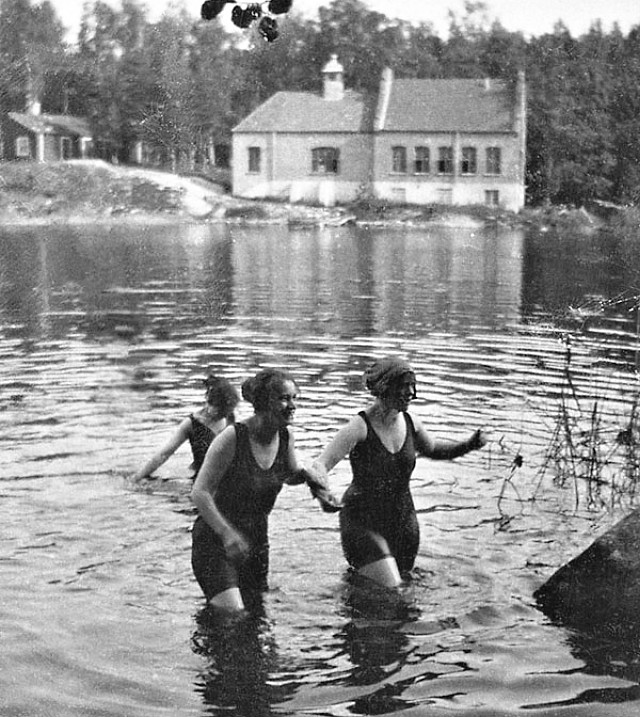
Ett bad i Kottlasjön på 1920-talet, i bakgrunden syns vattenverket.

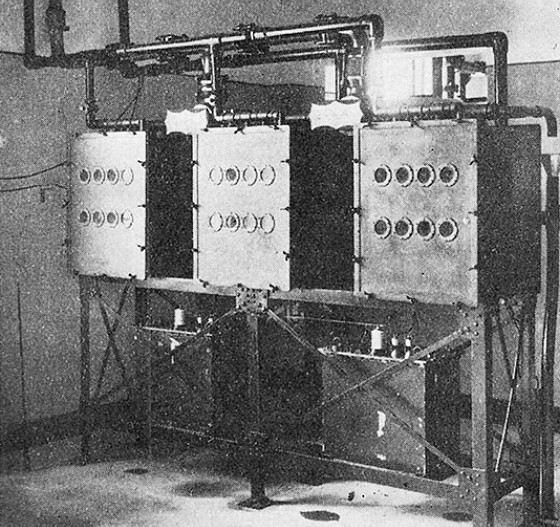
Verkets ozonapparater.

Lidingös olika villastäder hade till en början sina egna vattenverk och vattentorn som skulle försörja de nya hushållen med dricksvatten, så även i Brevik. Vattnet togs från Kottlasjön där ett vattenverk uppfördes vid södra stranden av sjöns östra vik. På hösten 1911 sattes anläggningen i drift som renade vattnet och sedan pumpade det till Breviks numera rivna vattentorn. Därifrån gick vattnet med självfall via ett lokalt ledningsnät till villasamhällena i Brevik, Käppala och Gåshaga. 
Vattnet i Kottlasjön var av skiftande kvalitet, särskild på sommaren var det sämst. Sommaren 1915 var det så dåligt att myndigheterna varnade hushållen för att dricka vattnet om det inte först kokades. Viss rening skedde genom sandfilter men det räckte inte och Breviksanläggningen blev 1916 den första i Sverige att rena vattnet med ozon. Åtgärden förbättrade dricksvattnets kvalitet avsevärt, men var energikrävande.
Den röda tegelbyggnaden vid Kottlasjön uppfördes i två etapper efter ritningar av okänd arkitekt. Första delen byggdes längan mot vattnet som efter några år kompletterades med en vinkelbyggnad inåt land. Byggnaden innehöll också en mindre tjänstebostad för vattenverkets tillsyningsman. 
I huset fanns efter 1914 även en elektrisk transformatorstation. Starkström skickades från Värtaverket i Ropsten till AGA-fabriken på Lidingö och därifrån i sjökabel på Kottlasjöns botten fram till Breviks vatten- och elektricitetsverk där den omvandlades till likström. Härifrån utgick ett lokalt likströmsnät till hushållen. Transformatorstationen avvecklades 1960.
I samband med tillkomsten av Gamla Lidingöbron 1925 anslöts Lidingö till Stockholms vattenledningsnät. Därigenom avlastades Breviks vattenverk som dock, liksom flera andra lokala vattenverk, behölls i drift som ett komplement till stockholmsvattnet. Efter några år förvärvades de lokala vattenverken av Lidingö stad. Vattenverket i Brevik blev reservstation och 1955 producerades fortfarande omkring 55 000 kubikmeter vatten. 1960 användes verket en sista gång några vinterdagar i samband med en skada på huvudvattenledningen från Stockholm.

## Verkets vidare öden
Anläggningen hade aldrig moderniserats. Efter tiden som kombinerat elektricitets- och vattenreningsverk användes huset som privatbostad, som lagerlokal och stod öde. År 2018 föddes idén att blåsa nytt liv i byggnaden med café- och festverksamhet samt plats för möten och konferenser. Bakom projektet stod Högberga gårds verkställande direktör Johan Hjort. Efter en varsam renovering och ombyggnad öppnade den nya verksamheten under namnet Vattenverket Café & bageri. Mikrobryggeriet som fanns i Högbergas källare flyttades till vattenverket och fick större lokaler. Västra trapphuset som går ner till bryggeriet är fortfarande i original och gamla vattenfiltret i serveringslokalen är också bevarat. Det gamla vattenverket räknas idag till kommunens kulturhistoriskt värdefulla byggnader.

### Nutida bilder

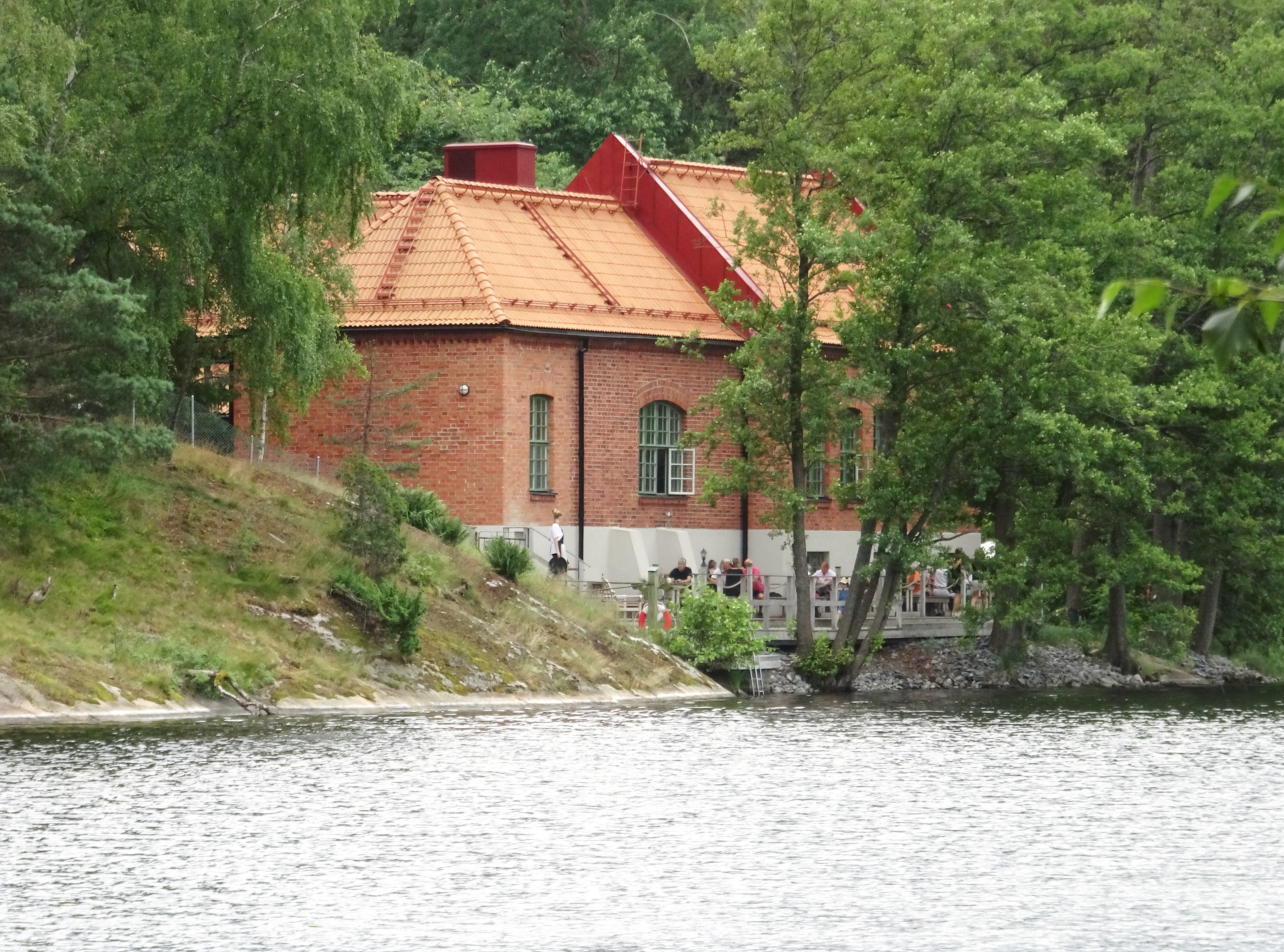
Vattenverket vy över Kottlasjön.
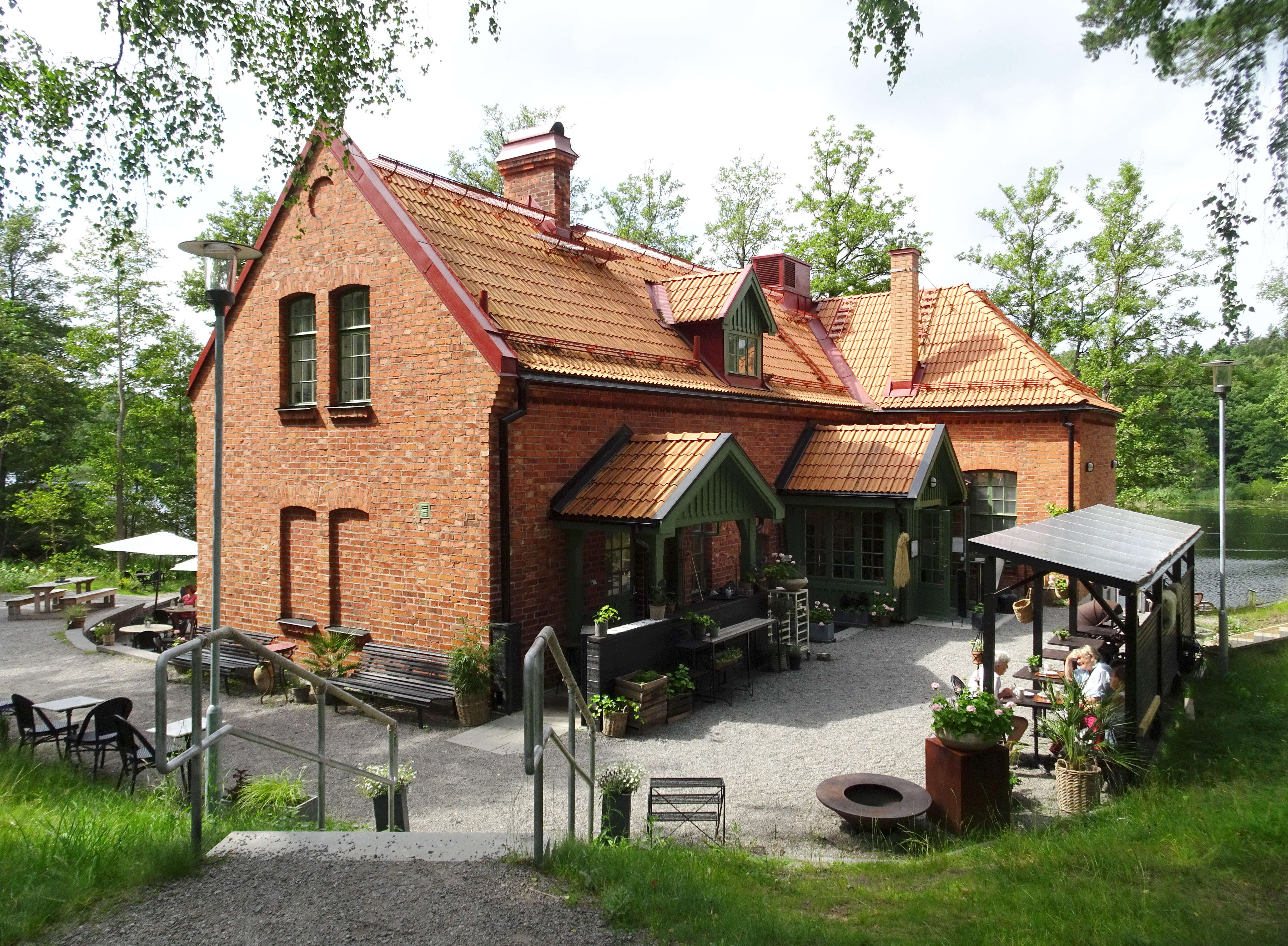
Vattenverket med längan inåt land.
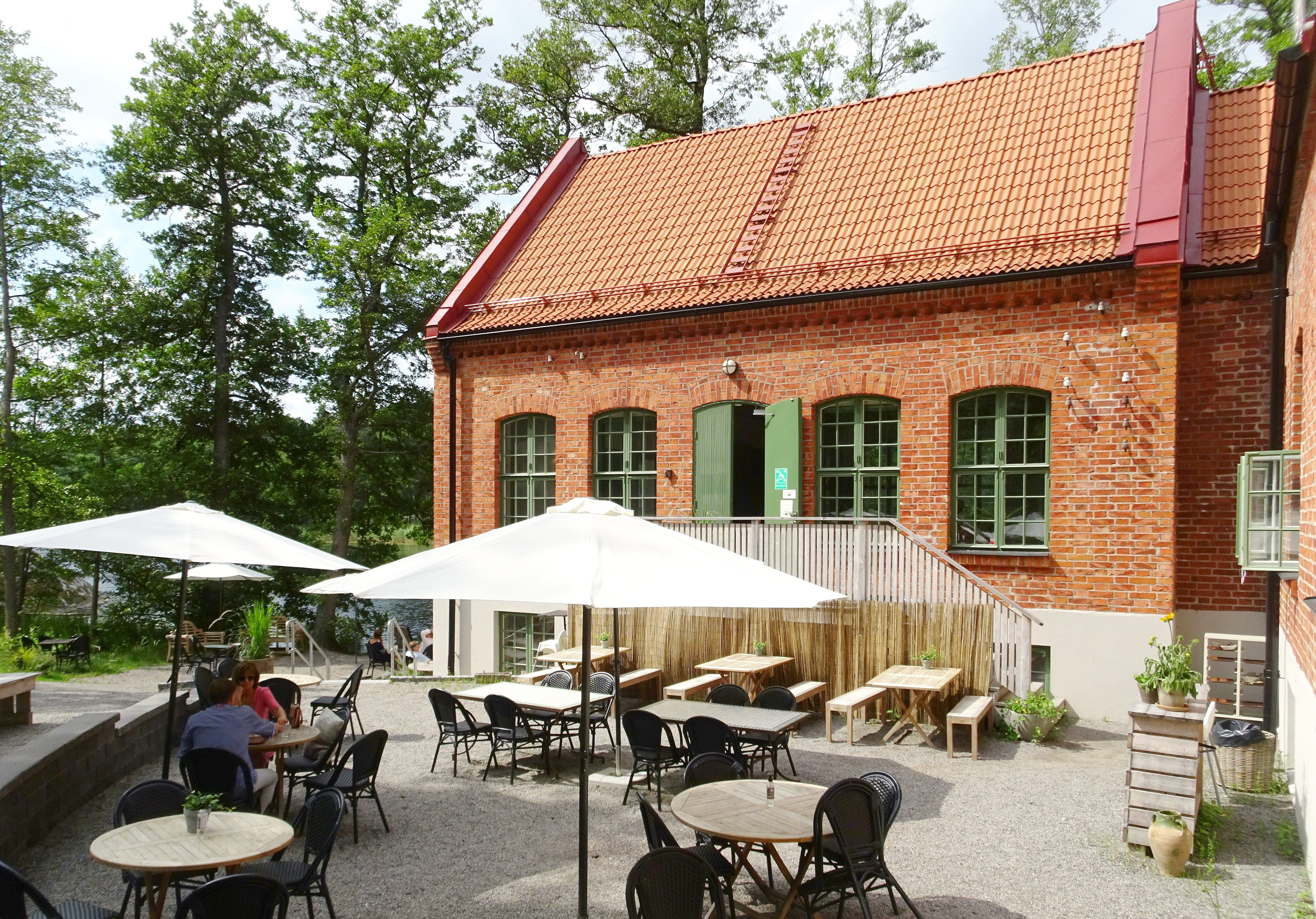
Vattenverket, längan mot vattnet.
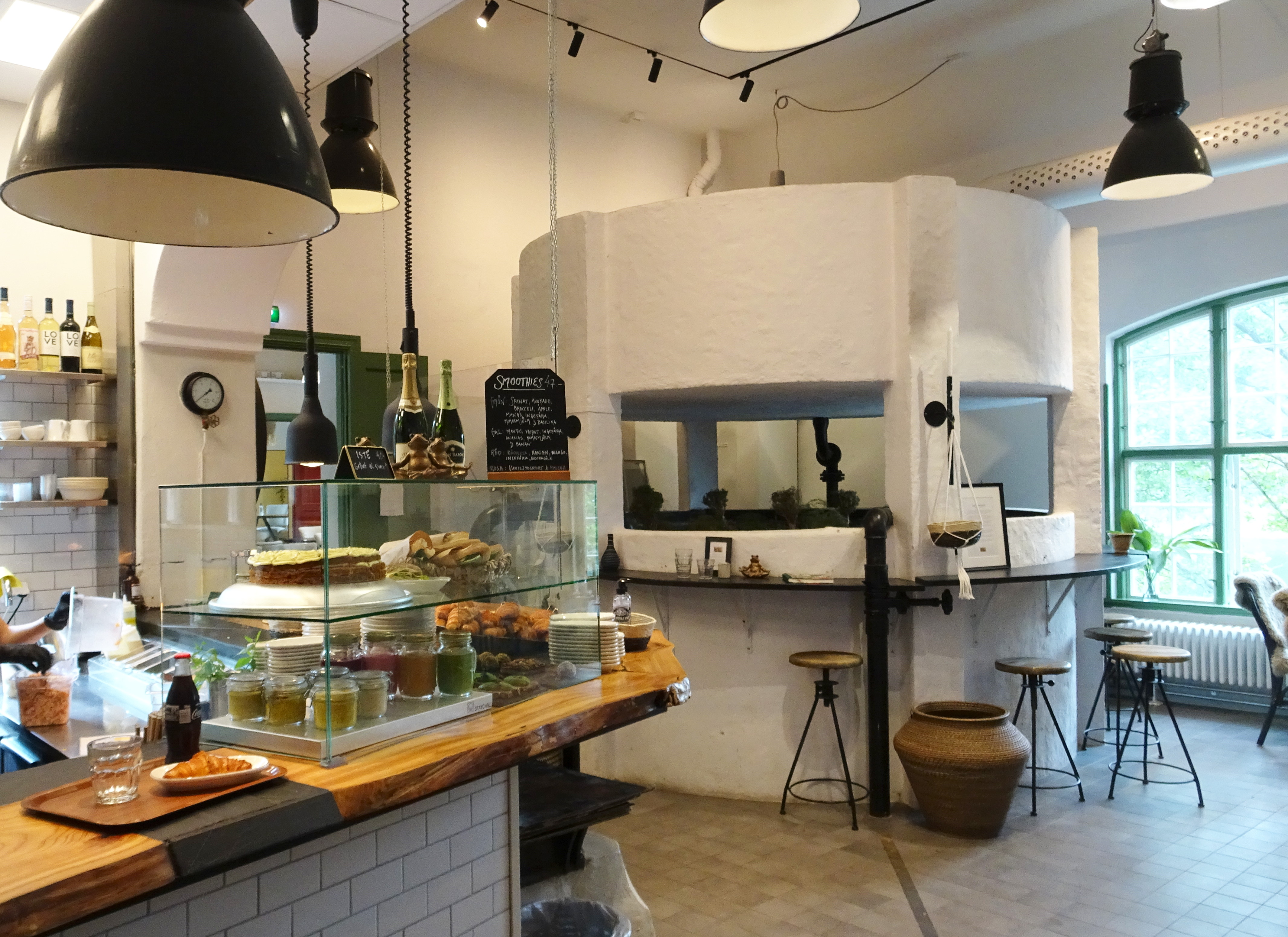
Serveringslokal med verkets gamla vattenfilter.